# Vincenzo Riccobono
Vincenzo Riccobono (1861-1943) fue un botánico italiano, especialista en cactos. Parte de su colección de herbario se resguarda en el Jardín Botánico de Palermo, Italia.

## Algunas publicaciones
- v. Riccobono. 1913. Studii sulle Cattee del R. Orto Botanico di Palermo.
- 1907. Intorno ad alcuni agrumi rari o nuovi. Palermo, Boll, drto bot. 6, 34-37, con 1 tab.

### Libros
- Pomelia felicissima : storia, botanica e coltivazione della plumeria a Palermo / a cura di Attilio Carapezza .... Appendice ristama della "Rivista monografica delle specie di plumeria / di Vincenzo Riccobono. – Palermo : Gruppo Ed. Kalós, 2005. 131 pp. ISBN 88-89224-20-7

## Honores

### Epónimos
- (Scrophulariaceae) Celsia riccobonoi Mattei[3]
- La abreviatura «Riccob.» se emplea para indicar a Vincenzo Riccobono como autoridad en la descripción y clasificación científica de los vegetales.[4]